# Любит — не любит (фильм, 2009)
«Любит — не любит» (англ. Homecoming; другое название — «Возвращение домой») — американский независимый триллер 2009 года, снятый режиссёром Морганом Дж. Фрименом по сценарию Кэти Л. Феттинг, Джейка Голдберга и Френка Ханны. В главных ролях снялись Миша Бартон, Джессика Строуп, Мэтт Лонг и Майкл Лэндис.

## Сюжет
Студенты Майк и Элизабет влюблены друг в друга. Они приезжают в родной город Майка, где старые друзья рады видеть его. Но больше всех рада Шелби, одержимая Майком после того, как он расстался с девушкой. Вскоре Шелби случайно сбивает Элизабет и похищает её — Шелби держит девушку в заложницах в своём доме, периодически подвергая её пыткам. По ходу сюжета выясняется, что Шелби убила свою мать (Элизабет, запертая безумной девушкой в кладовке, находит письма от патологоанатома). В итоге из-за глупого просчёта Шелби Майк вызволяет невесту.
Дословное название фильма — «Возвращение домой», в честь бала по случаю встречи выпускников, устраиваемого в школах Америки.

## В ролях
- Миша Бартон — Шелби Мерсер[3]
- Мэтт Лонг — Майк Дональдсон
- Джессика Строуп — Элизабет Митчум
- Майкл Лэндис — Билли Флетчер
- Аллен Уильямсон — Аддамс
- Джошуа Илай Рис — Биллик
- Ник Паскуаль — Дэвис
- Джо Фаргион — Эльфман
- Оливия Дюбаль — девушка
- Марк Лоуренс — Марк

## Съёмки
12 ноября 2007 года Миша Бартон получила роль Шелби. 19 декабря стало известно, что Мэтт Лонг, Джессика Строуп и Майкл Лэндис также заняты в картине. Съёмки проходили в пригородах Питтсбурга. Офис нью-йоркской компании «Paper Street Films» был временно перенесён ближе к съёмочной площадке картины из-за низких налогов. Академия «Shady Side», школа «North Allegheny High», общественный центр города МакДональд (штат Пенсильвания) и ферма в «Bell Township» стали местами проведения съёмок, закончившихся 18 января 2008 года. Трейлер был выпущен 29 февраля.

## Релиз
Премьера состоялась 17 июля 2009 года в Нью-Йорке и Лос-Анджелесе. 26 сентября 2009 состоялась премьера на канале «Lifetime». На DVD картина вышла 23 марта 2010 в Канаде, и лишь 27 апреля в США. В Великобритании триллер вышел сразу на DVD.

## Саундтрек
В фильме звучат песни:
- «Do You Love Me?» — Explorer’s Club
- «Days To Come» — Sicker Than Others
- «Capturing Moods» — Rilo Kilery
- «Toyko» — Shapes Of Race Cars
- «All The Rumors» — Mere Mortals
- «Miles & Miles» — Emile Millar
- «The Hard Light» — Mere Mortals
- «How To Be Blue» — Nik Frietas
- «Sticks & Bones» — Bart Hendrickson & Sttx Randolph
- «421 (Everybody Loves You)» — The Wildbirds
- «Soul On Ice» — Danko Jones
- «1200 Miles» — Cary Ann Heart
- «Rest Of My Life» — Rilo Kilery
- «Modern Love» — The Last Town Chorus
- «Sitting On A Cloud» — Allissa Evans
- «If You Go» — Explorer’s Club

## Отзывы
Фильм получил крайне негативные отзывы. На сайте Rotten Tomatoes получил рейтинг 0%.